# Hypophosphatasie
Décrite pour la première fois en 1948, l’hypophosphatasie est une ostéopathie d'origine génétique entrainant une déminéralisation osseuse dont il existe six formes : une forme létale in utero, une forme prénatale bénigne détectable in utero mais dont les symptômes régressent spontanément, une forme du nouveau-né (dite infantile), une forme de l'enfance et de l'adolescence (dite juvénile), une forme de l'adulte, et enfin une forme odontologique caractérisée par une chute prématurée des dents sans signes osseux associés.
Dans sa forme sévère cette maladie orpheline touche moins d'une personne sur 100 000. Mais les formes peu sévères sont peut-être plus fréquentes en raison du mode de transmission qui peut être dominant. Les malades souffrent de fragilité osseuse et sont particulièrement exposés à des fractures spontanées. Ils perdent souvent leurs dents (chute prématurée des dents de lait chez le jeune enfant, chute des dents définitives chez l'adulte). La forme la plus sévère entraîne souvent le décès de l'enfant à la naissance ou peu de temps après.

## Étiologie

### Physiopathologie
L'hypophosphatasie est due à des mutations dans le gène ALPL, Alkaline Phosphatase Liver type, qui code une enzyme, la phosphatase alcaline tissu-nonspécifique, TNSALP pour l'anglais : Tissue Nonspecific Alkaline Phosphatase. Cette enzyme a un rôle crucial dans la minéralisation osseuse, notamment en déphosphorylant le pyrophosphate inorganique (PPi) en phosphate inorganique (Pi) qui est, avec le calcium, le principal composant de la matrice osseuse.
La TNSALP a aussi pour fonction de déphosphoryler le phosphate de pyridoxal (PLP), une forme phosphorylée de la vitamine B6, pour lui permettre de franchir la barrière hémato-encéphalique et de jouer son rôle de cofacteur indispensable à la synthèse du neurotransmetteur GABA.
Les mutations dans le gène ALPL altèrent la fonction de la TNSALP. Il en résulte d'une part une diminution du Pi et une augmentation du PPi qui est un puissant inhibiteur de la minéralisation osseuse, et d'autre part un défaut de PLP intracellulaire probablement responsable de crises sévères d'épilepsie, notamment chez le nouveau-né.
Ces mutations provoquent une altération plus ou moins grave de la TNSALP selon leur nature et leur localisation dans la molécule, ce qui explique la grande variété clinique observée dans cette maladie. Les mutations du gène ALPL sont répertoriées dans une base de données.

### Mode de transmission
Le mode de transmission de l'hypophosphatasie est récessif autosomique dans les formes sévères (formes prénatale et infantile) mais il peut être récessif ou dominant autosomique dans les formes modérées (formes prénatales bénignes, juvéniles, adultes et odontologiques). Par conséquent, le risque pour un couple ayant déjà eu un enfant atteint d'une forme sévère d'hypophosphatasie d'avoir un autre enfant atteint est de 1/4. Dans les formes peu sévères, ce risque peut être de 1/4 (transmission récessive) ou 1/2 (transmission dominante).

## Prise en charge thérapeutique
Jusque récemment il n'existait aucun traitement de l'hypophosphatasie, mais des résultats expérimentaux d'une enzymothérapie substitutive chez la souris ont été très prometteurs. En 2008 la société Enobia Pharma, maintenant rachetée par Alexion, a démarré des essais cliniques pour ce traitement chez les patients atteints d'hypophosphatasie sévère puis un peu plus tard chez des patients atteints de formes moins graves. Ces essais montrent que le traitement est très efficace .

## Associations
- Hypophosphatasie Europe, fondée à Huningue par Steve Ursprung, lui-même atteint par la maladie, regroupe malades, médecins et chercheurs. Seule association internationale, Hypophosphatasie Europe[7] est très impliquée dans les projets de recherche sur cette pathologie. Elle collabore à l'essai thérapeutique mené par le laboratoire américain Alexion.